# Sminthuricinus decepta
Sminthuricinus decepta  (лат.) — ископаемый вид скрыточелюстных членистоногих подкласса ногохвостки из семейства Sminthuridae (Sminthurinae). 

## Описание
Обнаружен в бирманском янтаре (типовая серия: Kachin State, на Ledo Road в 105 км от Miyitkama), Мьянма, Юго-Восточная Азия). Меловой период, сеноманский ярус (около 100 млн лет). Длина тела до 0,6 мм. Четвёртый членик усиков состоит из 11—12 субсегментов. В глазах не менее 5 омматидиев. Вид Sminthuricinus decepta был впервые описан в 2006 году американскими энтомологами Кеннетом Христиансеном (Kenneth Christiansen) и Полом Насцимбене (Paul Nascimbene) по типовой серии, хранящейся в Американском музее естественной истории (Нью-Йорк) вместе с Propachyotoma conica, Protoisotoma burma, Cretacentomobrya burma, Proisotoma pettersonae, Mucrovirga incompleta и другими новыми ископаемыми видами. Родовое название Sminthuricinus происходит от сочетания имён двух триб (Sminthurini и Sphyrothecini), так новый таксон разделяет некоторые признаки каждой из них. Таксон Sminthuricinus decepta близок к родам Spatulosminthurus, Grinnellia, Sminthurconus.